# IFI6
IFI6‏ (Interferon alpha inducible protein 6) هوَ بروتين يُشَفر بواسطة جين IFI6 في الإنسان.